# Postalmarket
Postalmarket (Postal Market Italiana fino al 1973) è un'azienda commerciale italiana.

## Storia

### La nascita e lo sviluppo
Postalmarket nasce nel 1959 da un'idea dell'imprenditrice milanese Anna Bonomi Bolchini, che importa in Italia il modello statunitense della vendita per catalogo. 
Viene così lanciato il primo "catalogo despecializzato" di 48 pagine e in una tiratura di 10 000 copie, distribuite in edicola, con l'obiettivo di diffondere i nuovi beni di consumo (in particolare l'abbigliamento) in tutti i paesi d'Italia tramite una vendita diretta, capillare e diffusa sul territorio, rivolgendosi a un pubblico prettamente femminile. Lo slogan della pubblicità televisiva era "Con Postal Market sai / uso la testa / e ogni pacco che mi arriva è una festa". 
Elisa Venco, su Donna Moderna, ricorda che «il successo dell'operazione non fu immediato, ma crebbe di anno in anno». Il catalogo «soddisfaceva ai bisogni inespressi di un'Italia desiderosa di consumare, ma non sempre servita a livello commerciale» riassume Giusi Ferrè, giornalista esperta di moda. Postalmarket suppliva alla mancanza di grandi magazzini e di negozi specializzati e nella sua varietà merceologica - che includeva anche l'inutile, come materassi ad acqua e orologi a cucù - catturava l'intera famiglia". L'azienda cresce così negli anni sessanta e settanta, dando, come detto, la possibilità a molti italiani di accedere ai prodotti reclamizzati da Carosello, difficilmente reperibili specie nei piccoli centri di provincia; tra i punti di forza di Postalmarket sono citati la consegna a domicilio e la formula innovativa "soddisfatti e rimborsati" con la sostituzione dell'articolo o la restituzione dell'intera somma versata, con solo le spese di ritorno a carico del cliente. 
Secondo un'analisi condotta da Max Eli ed Helmut Laumer su Der Versandhandel: Struktur und Wachstum, Duncker & Humblot, Postalmarket pubblicava ogni anno due cataloghi, uno primavera/estate e un altro autunno/inverno. Nel 1965 il primo conteneva 174 pagine, tutte a colori, con 1 800 prodotti ordinabili (la maggior parte dei quali appartenente al settore tessile), con una tiratura di 130 000 copie ed era definito il più attrattivo d'Italia. Solo una piccola parte della clientela è residente in zone rurali mentre la maggior parte abita nelle piccole città, ma anche a Milano e Roma e il target è principalmente il ceto medio. La ricerca di Eli e Laumer parla anche di come era possibile acquistare i prodotti in due modi: avvalendosi della rete commerciale Postalmarket, costituita da 17 ispettorati regionali e numerosi rappresentanti locali, il cui compito era appunto raccogliere gli acquisti e inoltrarli alla sede centrale, che provvedeva poi alla spedizione a domicilio. Esisteva anche una rete di corrispondenti, che acquistavano all'ingrosso la merce dalla sede centrale e poi provvedevano a distribuirla in autonomia, occupandosi anche della gestione dei pagamenti e dei resi, che avveniva ogni fine mese. 
L'andamento di Postalmarket è talmente positivo che nel 1976 viene inaugurato il nuovo stabilimento di 37 000 metri quadri a San Bovio, frazione di Peschiera Borromeo, dotato, secondo quanto riportato da Daniele Ongaro su Vice il 10 luglio 2018 di "uno dei più grossi centri meccanografici italiani per il trattamento dati e in seguito i primi call center per le telefonate dei clienti, che fino ad allora potevano ordinare i prodotti solo via posta".
I prodotti che vanno per la maggiore sono intimo, tessuti, lenzuola, tovaglie, articoli per la casa, e gli apparecchi tecnologici, con il boom del comparto radio, videoregistratori, orologi digitali e walkman.
Nel 1980 l'azienda affronta la sua prima crisi, che si conclude nel 1983, quando arriva a fatturare 242 miliardi di lire. Vede un ritorno all'utile, con 60 miliardi nel 1984 e la successiva crescita porta nel 1987 a fatturare 385 miliardi di lire, con una crescita del 20,4% sul giro d'affari dell'anno precedente, 1 400 dipendenti, 1,25 milioni di spedizioni all'anno (con punte di 45 000 spedizioni giornaliere), un valore stimato tra i 200 e i 250 miliardi di lire, stilisti come Krizia, Coveri e Biagiotti che firmano i cataloghi più esclusivi e testimonial come Giorgio Gaber e Ombretta Colli. 
Tra la fine degli anni ottanta e i primi anni novanta Postalmarket era il leader italiano nel mercato delle vendite per corrispondenza, superando anche di poco la sua più diretta concorrente altresì nota in ambito nazionale, la Vestro: fatturava circa 500 miliardi di lire negli anni novanta.

### Il passaggio a Otto Versand
Nel 1993 Postalmarket inizia a subire la concorrenza derivante dalla diffusione degli ipermercati: passa sotto il controllo del colosso tedesco Otto Versand, numero uno mondiale dello shopping per posta. Il gruppo tedesco gestisce il catalogo fino al 1998, ricorrendo più volte alla cassa integrazione; La Repubblica, in un articolo del 23 giugno 1998 riporta che nel 1997, Grande Distribuzione Avanzata, la società proprietaria di Postalmarket, ha un fatturato di 330 miliardi di lire (438 nel 1993), quasi 50 miliardi di lire versate dall'azionista per ripianare le perdite accumulate negli ultimi 4 anni e 900 dipendenti (1 400 nel 1993). Il quotidiano cita, infine, fonti interne, che fanno riferimento alla crisi del settore abbigliamento, uno dei principali nelle vendite del catalogo, all'innalzamento dell'IVA dal 16 per cento al 20 per cento e alle caratteristiche del sistema postale italiano. Più in generale, comunque, si assisteva a una flessione delle vendite per corrispondenza.

### Il passaggio al gruppo Filograna
La società viene rilevata dal senatore Eugenio Filograna, che promette un radicale rinnovamento dell'azienda e il trasferimento del business su Internet. Egli reintroduce il Made in Italy, costruisce l'e-commerce con 22 000 prodotti, riporta l'azienda in utile, prepara la quotazione in Borsa che però salta a causa degli scandali di Banca Leonardo (unico sponsor e global-coordinator di Postalmarket). Il mancato accordo tra l'azienda e il sindacato costringe Filograna a una scelta radicale: il "commissariamento ministeriale". L'azienda disponeva dei mezzi patrimoniali per pagare tutti i debiti e proseguire l'attività, ma la procedura commissariale non ha fortuna e dopo molte perdite l'azienda viene venduta a Bernardi, il quale stringe un accordo con La Redoute.

### La gestione Bernardi
Nel 2007 Bernardi decide di chiudere definitivamente Postalmarket e i resti della società vengono ceduti a La Redoute. Nel maggio del 2009 nasce Postalmarket Revolution fondata da Stefano Bortolussi già a capo di un gruppo di aziende che operano da 40 anni nel settore "Out of home advertising" che sono: Bost Group S.r.l. – Tramontin Pubblicità Affissioni S.r.l. – Postervela S.r.l. L'impresa nasce con l'obiettivo di sviluppare l'e-commerce, i servizi pubblicitari, il marketing e i servizi postali di Postalmarket che all'epoca era ancora di proprietà dell'imprenditore Riccardo Di Tommaso patron del gruppo Bernardi Abbigliamento. Con la prematura scomparsa nel 2010 di Di Tommaso il progetto si interrompe e il 25 luglio 2015 il tribunale di Udine dichiara il fallimento di Postalmarket.

### La nuova Postalmarket 2021
Nel settembre del 2018 Stefano Bortolussi, attraverso un'operazione finanziaria, acquisisce definitivamente il marchio Postalmarket e i domini e-commerce, trasferendoli a Postalmarket Revolution che ne diventa così unica proprietaria. Nel settembre 2019 Stefano Bortolussi incontra i fondatori di Projectmoon, gruppo informatico italiano, a capo di uno dei servizi di e-commerce più usati nel paese, Storeden. Nel maggio del 2020, Postalmarket Revolution e Projectmoon mettendo in comune esperienze e forze delle rispettive aziende, fondano la nuova Postalmarket. A dicembre 2020 viene annunciato il ritorno di Postalmarket, con una versione sia e-commerce, sia come catalogo cartaceo, benché in versione più snella, che dall'autunno 2021 vedrà Diletta Leotta come prima testimonial di copertina della nuova versione.
Dal 18 ottobre 2021 il sito di Postalmarket è di nuovo online; mentre il catalogo in versione cartacea è tornato a essere disponibile in tutte le edicole dal 23 ottobre 2021. Dal 2022 Postalmarket è guidata da Domenico Giuseppe Badia nel ruolo di CEO.

## Testimonial
Numerosi i testimonial apparsi sulle copertine del catalogo: personaggi dello spettacolo come Sylva Koscina (la prima celebrità in assoluto), Giorgio Gaber, Ombretta Colli, Lea Massari, Clio Goldsmith, e diverse modelle (tra le più note, Claudia Schiffer, Carla Bruni, Linda Evangelista). Il record di apparizioni in copertina (4 volte) spetta all'attrice e annunciatrice televisiva Gabriella Farinon.

### 1966-2001/2002
| Catalogo | Stagione                  | Testimonial                                                                                             |
| -------- | ------------------------- | --- |
| N. 12    | Primavera-Estate 1966     | Sylva Koscina (1/2)                                                                                     |
| N. 13    | Autunno-Inverno 1966-67   | Antonella Lualdi                                                                                        |
| N. 14    | Primavera-Estate 1967     | Alice ed Ellen Kessler (1/2)                                                                            |
| N. 15    | Autunno-Inverno 1967-68   | Alice ed Ellen Kessler (2/2)                                                                            |
| N. 16    | Primavera-Estate 1968     | Georgia Moll (1/2)                                                                                      |
| N. 17    | Autunno-Inverno 1968-69   | Georgia Moll (2/2)                                                                                      |
| N. 18    | Primavera-Estate 1969     | Marisa Del Frate                                                                                        |
| N. 19    | Autunno-Inverno 1969-70   | Eleonora Rossi Drago                                                                                    |
| N. 20    | Primavera-Estate 1970     | Giorgio Gaber e Ombretta Colli                                                                          |
| N. 21    | Autunno-Inverno 1970-71   | Lea Massari                                                                                             |
| N. 22    | Primavera-Estate 1971     | Gabriella Farinon (1/4)                                                                                 |
| N. 23    | Autunno-Inverno 1971-72   | Gabriella Farinon (2/4)                                                                                 |
| N. 24    | Primavera-Estate 1972     | Minnie Minoprio                                                                                         |
| N. 25    | Autunno-Inverno 1972-73   | Sylva Koscina (2/2)                                                                                     |
| N. 26    | Primavera-Estate 1973     | Milva (1/3)                                                                                             |
| N. 27    | Autunno-Inverno 1973-74   | Gabriella Farinon (3/4)                                                                                 |
| N. 28    | Primavera-Estate 1974     | Gabriella Farinon (4/4)                                                                                 |
| N. 29    | Autunno-Inverno 1974-75   | Sabina Ciuffini                                                                                         |
| N. 30    | Primavera-Estate 1975     | Mita Medici                                                                                             |
| N. 31    | Autunno-Inverno 1975-76   | Milva (2/3)                                                                                             |
| N. 32    | Primavera-Estate 1976     | Rosanna Fratello                                                                                        |
| N. 33    | Autunno-Inverno 1976-77   | Paola Tedesco (1/2)                                                                                     |
| N. 34    | Primavera-Estate 1977     | Paola Tedesco (2/2)                                                                                     |
| N. 35    | Autunno-Inverno 1977-78   | Monica Guerritore                                                                                       |
| N. 36    | Primavera-Estate 1978     | Ornella Muti                                                                                            |
| N. 37    | Autunno-Inverno 1978-79   | Laura Antonelli                                                                                         |
| N. 38    | Primavera-Estate 1979     | Mariangela Melato                                                                                       |
| N. 39    | Autunno-Inverno 1979-80   | Ornella Vanoni                                                                                          |
| N. 40    | Primavera-Estate 1980     | Dalila Di Lazzaro (1/3)                                                                                 |
| N. 41    | Autunno-Inverno 1980-81   | Sydne Rome (1/3)                                                                                        |
| N. 42    | Primavera-Estate 1981     | Dalila Di Lazzaro (2/3)                                                                                 |
| N. 43    | Autunno-Inverno 1981-82   | Clio Goldsmith (1/2)                                                                                    |
| N. 44    | Primavera-Estate 1982     | Romina Power                                                                                            |
| N. 45    | Autunno-Inverno 1982-83   | Sydne Rome (2/3)                                                                                        |
| N. 46    | Primavera-Estate 1983     | Gloria Guida                                                                                            |
| N. 47    | Autunno-Inverno 1983-84   | Speciale 25º anniversario: Dalila Di Lazzaro (3/3), Clio Goldsmith (2/2), Milva (3/3), Sydne Rome (3/3) |
| N. 48    | Primavera-Estate 1984     | Milly Carlucci                                                                                          |
| N. 49    | Autunno-Inverno 1984-85   | Isabella Ferrari                                                                                        |
| N. 50    | Primavera-Estate 1985     | Eleonora Brigliadori                                                                                    |
| N. 51    | Autunno-Inverno 1985-86   | Marina Suma                                                                                             |
| N. 52    | Primavera-Estate 1986     | Eleonora Giorgi                                                                                         |
| N. 53    | Autunno-Inverno 1986-87   | Marisa Berenson                                                                                         |
| N. 54    | Primavera-Estate 1987     | Kelly LeBrock                                                                                           |
| N. 55    | Autunno-Inverno 1987-88   | Brigitte Nielsen                                                                                        |
| N. 56    | Primavera-Estate 1988     | Brooke Shields                                                                                          |
| N. 57    | Autunno-Inverno 1988-89   | Carol Alt (1/2)                                                                                         |
| N. 58    | Primavera-Estate 1989     | Catherine Oxenberg                                                                                      |
| N. 59    | Autunno-Inverno 1989-90   | Patricia Millardet                                                                                      |
| N. 60    | Primavera-Estate 1990     | Simona Cavallari                                                                                        |
| N. 61    | Autunno-Inverno 1990-91   | Carol Alt (2/2)                                                                                         |
| N. 62    | Primavera-Estate 1991     | Alessandra Martines                                                                                     |
| N. 63    | Autunno-Inverno 1991-92   | Teri Ann Linn                                                                                           |
| N. 64    | Primavera-Estate 1992     | Monica Bellucci (1/2)                                                                                   |
| N. 65    | Autunno-Inverno 1992-93   | Linda Evangelista                                                                                       |
| N. 66    | Primavera-Estate 1993     | Claudia Schiffer                                                                                        |
| N. 67    | Autunno-Inverno 1993-94   | Cindy Crawford                                                                                          |
| N. 68    | Primavera-Estate 1994     | Carla Bruni                                                                                             |
| N. 69    | Autunno-Inverno 1994-95   | Helena Christensen                                                                                      |
| N. 70    | Primavera-Estate 1995     | Eva Herzigová                                                                                           |
| N. 71    | Autunno-Inverno 1995-96   | Monica Bellucci (2/2)                                                                                   |
| N. 72    | Primavera-Estate 1996     | Valeria Mazza                                                                                           |
| N. 73    | Autunno-Inverno 1996-97   | Magdalena Wrobel                                                                                        |
| N. 75    | Autunno-Inverno 1997-98   | Yasmeen Ghauri                                                                                          |
| N. 77    | Autunno-Inverno 1998-99   | Ela Weber                                                                                               |
| N. 79    | Autunno-Inverno 1999-2000 | Natalia Estrada                                                                                         |
| N. 80    | Primavera-Estate 2000     | Eugenio Filograna                                                                                       |
| N. 82    | Primavera-Estate 2001     | Valeria Marini                                                                                          |
| N. 83    | Autunno-Inverno 2001-02   | Afef Jnifen                                                                                             |

### Dal 2021
| Catalogo | Stagione              | Testimonial      |
| -------- | --------------------- | ---------------- |
| N. 1     | Autunno-Inverno 2021  | Diletta Leotta   |
| N. 2     | Primavera-Estate 2022 | Clio Zammatteo   |
| N. 3     | Autunno-Inverno 2022  | The Jackal       |
| N. 4     | Primavera-Estate 2023 | Fiorello         |
| N. 5     | Autunno-Inverno 2023  | Benedetta Parodi |